# جون روبرت أندرسون
جون روبرت أندرسون (بالإنجليزية: John Robert Anderson)‏ هو عالم نفس أمريكي، ولد في 27 أغسطس 1947 في فانكوفر في كندا.